# Озяты
Озяты (бел. Азяты) — агрогородок в Жабинковском районе Брестской области Белоруссии. Административный центр Озятского сельсовета. Население — 571 человек (2019).

## География
Озяты находятся в 14 км к юго-востоку от Жабинки и в 18 км к юго-западу от Кобрина. Местные дороги ведут в окрестные деревни Старое Село, Сычёво и Теляки. Ближайшая ж/д станция в Жабинке (линия Брест — Барановичи).

### Гидрография
Местность принадлежит бассейну Вислы, вокруг деревни находится сеть мелиоративных каналов со стоком в канализированную речку Осиповка, а оттуда — в Мухавец. 

## История
Первое упоминание Озят в письменных источниках датируется 1516 годом, когда великий князь литовский Сигизмунд I даровал земельный надел в Озятах Сидору Гайке.
В XVI—XVIII веках имение многократно меняло хозяев, переходя от одного рода к другому. Два владельца Озят были каштелянами берестейскими — Ян Гайка (1566—1575) и Ян Несторович (1721—1731). В середине XVIII века имение разделилось на три части — Большие Озяты, Малые Озяты и Озяты-Засадники. Большими Озятами во второй половине XVIII века владели Выгановские, а затем — Полиньяки, Малые Озяты с XVIII века и вплоть до 1939 года принадлежали роду Верещаков, а Озяты-Засадники относились к церковным владениям.
После третьего раздела Речи Посполитой (1795 год) в составе Российской империи, с 1801 года принадлежали Кобринскому уезду Гродненской губернии.
В XIX веке Большими Озятами владели Шапитовские, а затем вновь Выгановские. Семья Верещаков выстроила в Малых Озятах усадебный дом и заложила пейзажный парк. В 1840 году в Озятах родился фольклорист и этнограф Юлиан Крачковский. В 1870 году построена деревянная церковь св. Николая (сохранилась).
Согласно Рижскому мирному договору (1921) деревня вошла в состав межвоенной Польши, где принадлежала Кобринскому повету Полесского воеводства. С 1939 года — в составе БССР.
Усадьба Верещаков полностью сгорела в 1943 году. В послевоенное время Большие Озяты, Малые Озяты и Озяты-Засадники вновь были объединены в один населённый пункт.

## Достопримечательность
- Церковь св. Николая. Деревянная православная церковь выстроена в 1870 году. Памятник архитектуры неорусского стиля.  Историко-культурная ценность Республики Беларусь, шифр 113Г000233.
- Могила жертв фашизма, ул. Центральная —  Историко-культурная ценность Республики Беларусь, шифр 113Д000232.

Похоронены 16 жителей деревни, расстрелянных во время карательной операции. В 1965 году установлен обелиск. 
Церковь св. Николая и могила жертв фашизма включены в Государственный список историко-культурных ценностей Республики Беларусь.
- От усадьбы Верещаков сохранились лишь фрагменты парка[3].